# Alberto Contador
Alberto Contador  Velasco (pronunție spaniolă: [alˈβeɾto kontaˈðoɾ beˈlasko]; n. 6 decembrie 1982, Madrid, Noua Castilie⁠(d), Spania) este un fost ciclist spaniol. A câștigat Turul Franței în 2007 (cu echipa Discovery Channel), 2009 și 2010 , Turul Italiei în 2008 și 2011, precum și Turul Spaniei în 2008 (toate cu echipa Astana) Este al 5-lea concurent din istorie, și primul spaniol, care a câștigat toate cele 3 Grand Tours de ciclism.
Cariera lui Contador a fost marcată de ocazionalele acuzații de dopaj, dintre care cea mai importantă acuzație Operación Puerto (un caz spaniol de dopaj împotriva doctorului Eufemiano Fuentes și a unor complici început în Mai 2006) a dus la retragerea echipei sale Astana-Würth din Turul Franței din 2006 înainte ca acesta să înceapă. În cele din urmă, acuzațiile au fost retrase, urmând să fie acuzat din nou de dopaj după victoria ce avea să o câștige în anul următor.  Contador și-a menținut nevinovăția și niciodată nu s-a confruntat cu o sancțiune individuală de dopaj.

## Viața
Contador s-a născut în Pinto (în Comunitatea Autonomă Madrid), fiind al treilea din cei patru copii ai familiei. El are un frate și o soră mai mare și un frate mai mic. A practicat anterior alte sporturi, cum ar fi fotbalul și atletismul. Contador a descoperit ciclismul la vârsta de 14 ani datorită fratelui său mai mare Francisco Javier.
La vârsta de 15 ani, Alberto a început să concureze în cursele la nivel de amatori în Spania, devenind membru al clubului Real Velo Club Portillo din Madrid. Deși el nu a avut nicio victorie în acel an sau în anul următor, el a demonstrat mari calități și a fost imediat poreclit Pantani (după Marco Pantani, considerat unul dintre cei mai buni cățărători din toate timpurile) pentru abilitățile sale de cățărare. În 2000, el s-a bucurat de primele sale victorii, câștigând mai multe premii la evenimentele importante din calendarul spaniol de ciclism pentru amatori.
El a renunțat la școală la vârsta de 16 ani fără să își susțină examenul de bacalaureat, semnând un contract cu Iberdrola-Loinaz, o echipă de tineret condusă de Manolo Saiz, managerul echipei de ciclism profesionist ONCE.
În 2001, a câștigat campionatul Spaniei de contratimp la categoria under-23.
Ciclistul trăiește în Madrid, atunci când nu concurează, împreună cu iubita sa Macarena, și se bucură de vânătoare în timpul său liber.  El are o fascinație pentru păsări, ținând acasă canari de rasă și cinteze.

## Cariera Profesională

### ONCE/Liberty Seguros (2004–2006)
Contador a devenit profesionist în 2003 pentru ONCE-Eroski. În primul său an de profesionist a câștigat etapa a opta din cadrul Turului Poloniei, o probă de timp individuală. În timpul primei etape din cadrul Vuelta a Asturias 2004 a început să se simtă rău, și după 40 km a căzut și a intrat în convulsii. A suferit de dureri de cap pentru câteva zile și a fost diagnosticat cu cavernoasă cerebrală, o tulburare congenitală vasculară, pentru care el a suferit o operație riscantă pentru a reveni pe bicicletă. Ca urmare a intervenției chirurgicale, el are o cicatrice care unește cele două urechi, traversând partea superioară a capului. A început să se antreneze din nou la sfârșitul anului 2004 și la opt luni dupa operație, a câștigat etapa a cincea din  Tour Down Under 2005, concurând pentru Liberty Seguros.

## Discovery Chanel (2007)
Această echipă a făcut trecerea de la o echipă mai mică la una mai importantă. În acest an Contador a înregistrat câteva succese cum ar fi:
1. Turul Castiliei și Leonului (2007)
2. Paris-Nice (clasament general și clasamentul tinerilor) (2007)
3. Turul Franței (clasament general și clasamentul tinerilor) (2007)

La aceste viictorii se mai adaugă și victoriile de etapă:
1. Etapa a patra, turul Castiliei și Leonului (2007)
2. Etapa a patra, Paris Nice (2007)
3. Etapa a șaptea, Paris-Nice (2007)
4. Etapa a patra, Turul Valenciei (2007)
5. Etapa a paisprezecea, Turul franței (2007)

## Astana (2008-2010)
Cu echipa kazahă Astana, Alberto Contador a înregistrat cele mai mari succese.
Victorii în clasamentul general:
1. Turul Italiei    (2008)
2. Turul Spaniei    (2008)
3. Turul Tarii Bascilor (2008)
4. Turul Castiliei și Leonului (2008)
5. Turul Franței    (2009)
6. Campionatul Național Spaniol de Contratimp (2009)
7. Turul País Vasco (2009)
8. Paris-Nice (2009)
9. Turul Algarve    (2009)
10. Turul Algarve    (2010)
11. Paris-Nice       (2010)
12. Turul Castiliei și Leonului (2010)
13. Criteriul Dauphiné (2010)

Victorii de etapă:
1. Etapa a treisprezecea, Turul Spaniei (2008)
2. Etapa a paisprezecea, Turul Spaniei (2008)
3. Etapa a șasea, Turul País Vasco (2008)
4. Etapa întâi, Turul Castiliei și Leonului (2008)
5. Etapa a patra, Turul Castiliei și Leonului (2008)
6. Etapa a patra, Turul Franței (2009)
7. Etapa a cincisprezecea, Turul Franței (2009)
8. Etapa a optsprezecea, Turul Franței (2009)
9. Etapa a treia, Turul País Vasco (2009)
10. Etapa a șasea, Turul País Vasco (2009)
11. Etapa întâi, Paris-Nice (2009)
12. Etapa a șasea, Paris-Nice (2009)
13. Etapa a patra, Turul Algarve (2009)
14. Prologul, Criteriul Dauphiné (2010)
15. Etapa a șasea, Criteriul Dauphiné (2010)
16. Etapa a patra, Turul Castiliei și Leonului (2010)
17. Etapa a patra, Paris-Nice (2010)
18. Etapa a treia, Turul Algavre (2010)

## Saxo Bank (2011-prezent)
Victorii în clasamentul general:
1. Turul Castiliei și Leonului (2011)
2. Turul Cataluniei (2011)
3. Turul Murciei (2011)
4. Turul Spaniei (2012)
5. Turul Tirreno-Adriatico (2014)
6. Turul Tarii Bascilor (2014)
7. Turul Italiei (2015)

Victorii de etapă:
1. Etapa a treia, Turul Castiliei și Leonului (2011)
2. Etapa a treia, Turul Cataluniei (2011)
3. Etapa a doua, Turul Murciei(2011)
4. Etapa a treia, Turul Murciei (2011)
5. Etapa a șaptisprezecea, Turul Spaniei(2012)
6. Etapa a patra, Turul Tirreno-Adriatico (2014)
7. Etapa a cincea, Turul Tirreno-Adriatico (2014)
8. Etapa întâi, Turul Tarii Bascilor (2014)
9. Etapa a 16-a Turul Spaniei(2014)